# Ahmad al-Buni
Ahmad ibn 'Ali al-Buni (en arabe : أحمد بن علي البوني; nom complet Sharaf al-Din ou Shihab al-Din ou Muḥyi al-Din Ahmad ibn Ali ibn Yusuf al-Buni al-Maliki al-ifriqi), né à Bouna (aujourd'hui Annaba) et mort en 1225, était un mathématicien, philosophe, soufi et écrivain, bien connu pour ses écrits sur la valeur ésotérique des lettres, ainsi que des sujets relatifs à la sorcellerie, à la spiritualité et aux mathématiques.
Al-Buni a vécu en Égypte et a étudié auprès de nombreux maîtres soufis éminents de son temps. Cependant on sait très peu de choses sur sa vie. 
Contemporain d'Ibn Arabi, il est surtout connu pour avoir écrit l'un des plus importants livres de son époque: Shāms al-ma’arīf (le soleil des connaissances), un grimoire qui est toujours considéré comme le premier texte occulte sur les talismans et la divination.  L'ouvrage devait être interdit peu de temps après, son contenu étant considéré comme hérétique.

## Ses contributions

### En théurgie

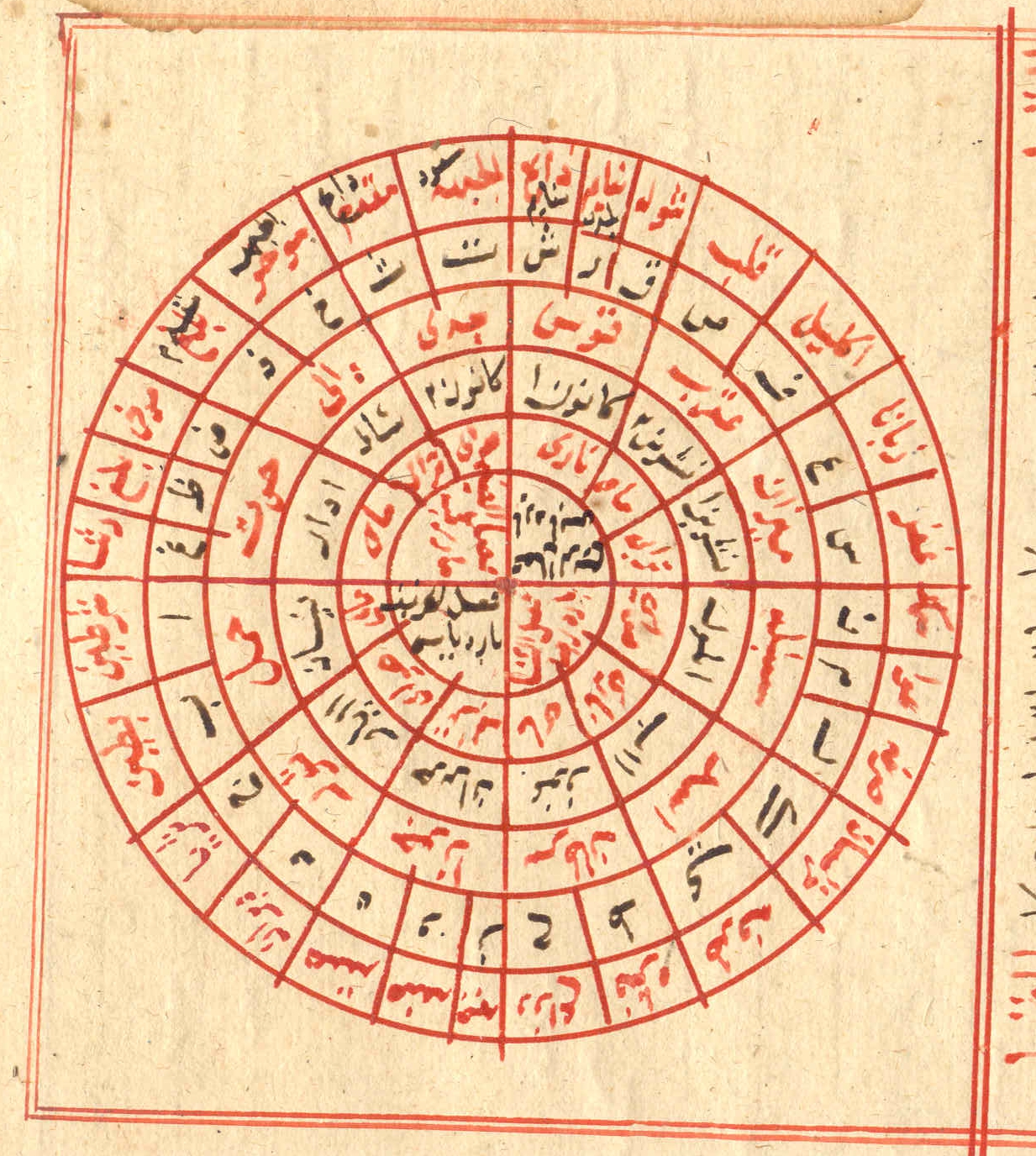
Tableau des associations entre les lettres, les mansions lunaires, les constellations du zodiaque et les saisons par Al-Buni

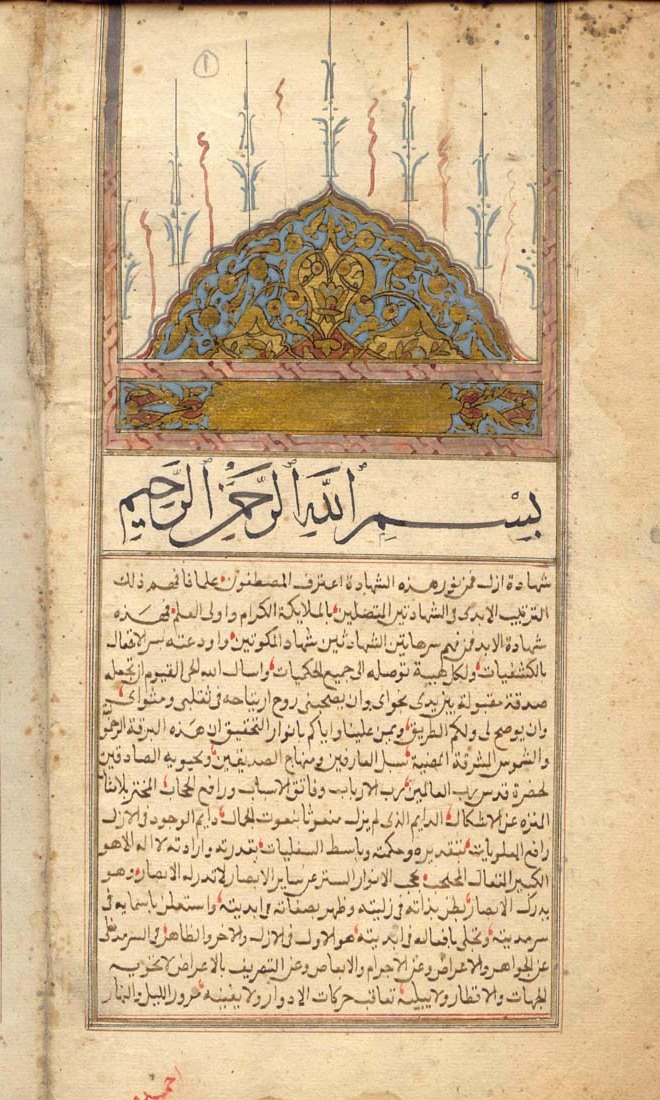
Shams al-Ma'arif al-Kubra, une copie manuscrite, début du XVIIe siècle

Au lieu du sihr (sorcellerie), ce type de magie était appelé ‘ilm al-ḥikma (l'épistémologie de la sagesse), ‘ilm al-sīmiyā (étude des noms divins) et ruhaniyat (spiritualité). La plupart des livres dits « mujarrabât » (méthodes éprouvées) sur la sorcellerie dans le monde musulman sont des extraits simplifiés de Shāms al-Ma’arif. Ce livre reste à ce jour l'ouvrage de référence sur la théurgie et les arts ésotériques.

### En mathématiques et sciences
Vers 1200, Ahmad al-Buni a montré comment construire des carrés magiques en utilisant une simple technique de bordage, mais il n'a peut-être pas découvert la méthode lui-même. Al-Buni a écrit sur les carrés latins et a construit, par exemple, des carrés latins 4 x 4 en utilisant les lettres d'un des 99 noms d'Allah. Ses travaux sur la guérison traditionnelle restent un point de référence parmi les guérisseurs musulmans Yoruba au Nigeria et dans d'autres régions du monde musulman.

## Son influence
On dit que son travail a influencé le hurufisme et conséquemment le bektachisme.
Dans un article paru en 1985 dans la revue scientifique "Studia Iranica", Denis MacEoin a déclaré qu'al-Buni avait peut-être aussi indirectement influencé le mouvement chiite tardif du babisme, notant que les bābis ont largement utilisé les talismans dans les religions bābie et bahá'íe et les lettres magiques.

## Œuvres
- Shams al-maʿārif al-kubrā
- Sharḥ ism Allāh al-aʿẓam fī al-rūḥānī
- Kitāb ghāyat al-ghāyāt fī al-aqsām wa-al-daʻawāt
- Al-kashf fī ʻilm al-ḥarf
- Manbaʻ uṣūl al-ḥikma
- Kabs al-iktidā
- Berhatia